# Blaslay
Blaslay és un municipi francès situat al departament de la Viena i a la regió de la Nova Aquitània. L'any 2007 tenia 507 habitants.

## Demografia

### Població
El 2007 la població de fet de Blaslay era de 507 persones. Hi havia 204 famílies de les quals 56 eren unipersonals (36 homes vivint sols i 20 dones vivint soles), 64 parelles sense fills, 76 parelles amb fills i 8 famílies monoparentals amb fills.
La població ha evolucionat segons el següent gràfic:
Habitants censats

### Habitatges
El 2007 hi havia 227 habitatges, 210 eren l'habitatge principal de la família, 6 eren segones residències i 11 estaven desocupats. 207 eren cases i 19 eren apartaments. Dels 210 habitatges principals, 165 estaven ocupats pels seus propietaris, 42 estaven llogats i ocupats pels llogaters i 3 estaven cedits a títol gratuït; 2 tenien una cambra, 15 en tenien dues, 40 en tenien tres, 70 en tenien quatre i 83 en tenien cinc o més. 174 habitatges disposaven pel capbaix d'una plaça de pàrquing. A 87 habitatges hi havia un automòbil i a 114 n'hi havia dos o més.

### Piràmide de població
La piràmide de població per edats i sexe el 2009 era:
| Homes | Edats   | Dones |
| ----- | ------- | ----- |
| 0     | 95 o +  | 0     |
| 0     | 90 a 94 | 4     |
| 0     | 85 a 89 | 4     |
| 0     | 80 a 84 | 0     |
| 12    | 75 a 79 | 8     |
| 4     | 70 a 74 | 16    |
| 8     | 65 a 69 | 16    |
| 8     | 60 a 64 | 0     |
| 16    | 55 a 59 | 16    |
| 12    | 50 a 54 | 8     |
| 28    | 45 a 49 | 20    |
| 16    | 40 a 44 | 12    |
| 24    | 35 a 39 | 20    |
| 12    | 30 a 34 | 16    |
| 8     | 25 a 29 | 16    |
| 4     | 20 a 24 | 8     |
| 20    | 15 a 19 | 8     |
| 40    | 10 a 14 | 28    |
| 8     | 5 a 9   | 16    |
| 8     | 0 a 4   | 4     |

## Economia
El 2007 la població en edat de treballar era de 328 persones, 275 eren actives i 53 eren inactives. De les 275 persones actives 261 estaven ocupades (139 homes i 122 dones) i 14 estaven aturades (8 homes i 6 dones). De les 53 persones inactives 17 estaven jubilades, 21 estaven estudiant i 15 estaven classificades com a «altres inactius».

### Ingressos
El 2009 a Blaslay hi havia 211 unitats fiscals que integraven 520,5 persones, la mediana anual d'ingressos fiscals per persona era de 17.265 €.

### Activitats econòmiques
Dels 16 establiments que hi havia el 2007, 1 era d'una empresa de fabricació d'altres productes industrials, 7 d'empreses de construcció, 4 d'empreses de comerç i reparació d'automòbils, 1 d'una empresa immobiliària i 3 d'empreses de serveis.
Dels 7 establiments de servei als particulars que hi havia el 2009, 3 eren paletes, 1 guixaire pintor, 1 fusteria i 2 electricistes.
Dels 2 establiments comercials que hi havia el 2009, 1 era una botiga d'equipament de la llar i 1 un drogueria.
L'any 2000 a Blaslay hi havia 27 explotacions agrícoles que ocupaven un total de 1.302 hectàrees.

## Poblacions més properes
El següent diagrama mostra les poblacions més properes.